# محوطه ده قاضی ۳
محوطه ده قاضی ۳ مربوط به هزاره سوم قبل از میلاد است و در شهرستان ایرانشهر، بخش بمپور، ۶/۴ کیلومتری غرب شهر بمپور واقع شده و این اثر در تاریخ ۳۰ بهمن ۱۳۸۶ با شمارهٔ ثبت ۲۱۱۷۱ به‌عنوان یکی از آثار ملی ایران به ثبت رسیده است.